# 莫佩亞區
17°58′48″S 35°42′54″E / 17.980°S 35.715°E
莫佩亞區（葡萄牙語：Mopeia），是莫桑比克的行政區，位於該國中東部，由贊比西亞省負責管轄，首府設於莫佩亞，面積7,671平方公里，2007年人口115,291，人口密度每平方公里15人。